# Илунд (замък)
Замъкът Илунд (на датски: Egelund Slot) е бивша кралска резиденция, построена от Кралица Луиза Йосефин в периода 1915 г. до 1917 г. Замъкът е разположен на пътя между Хилерьод и Фредериксборг, близо до село Нюбо и южния край на езерото Есрум, на около 35 км северно от Копенхаген, Дания. Днес е собственост на Асоциацията на датските работодатели и се използва за провеждане на конгреси и обучения.

## История
Кралица Луиза Йосефин, съпруга на крал Фредерик VIII Датски, овдовява през 1912 г. Поради тази причина между 1915 и 1917 г. е построен замъкът, за да се превърне в нейна резиденция.
Архитектът на сградата е Карл Харилд, а градината е проектирана от ландшафния архитект Едвард Глеесел, Дж. П. Андерс, както и от местния градинар Хансен. След смъртта на кралицата през 1926 г. имотът е наследен от принц Густав Датски, който остава без брак и без деца. След неговата смърт през 1944 г. замъкът е наследен от Кнуд Херидитари (принц на Дания) и принцеса Каролина-Матилда Датска. През 1954 г. Асоциацията на датските работодатели купува замъка от наследниците, за да го използва като място за конгреси и обучения. 